# Christian Heinle
Christian Heinle (* 30. März 1985 in Grieskirchen) ist ein ehemaliger österreichischer Fußballspieler und nunmehriger -trainer.

## Karriere

### Als Spieler
Heinle begann seine Karriere beim SV Grieskirchen. Zur Saison 2003/04 wechselte er zum Ligakonkurrenten SV Bad Schallerbach. In neun Jahren in Bad Schallerbach absolvierte der Angreifer über 140 Partien in der OÖ Liga. Zur Saison 2012/13 wechselte er zur sechstklassigen Union Rottenbach. In Rottenbach kam er in fünf Spielzeiten zu 95 Einsätzen in der Bezirksliga, in denen er 20 Tore erzielte. Zur Saison 2017/18 kehrte er nach Grieskirchen zurück. Für Grieskirchen absolvierte er 46 Partien in der vierthöchsten Spielklasse. In der Saison 2020/21 spielte er noch weiterhin für die Reserve Grieskirchens, ehe er seine Laufbahn als Aktiver beendete.

### Als Trainer
Heinle wurde zur Saison 2014/15 Co-Trainer von seinem Vater bei der Union Rottenbach, bei der er zu jenem Zeitpunkt auch als Spieler aktiv war. Zur Saison 2015/16 wurde er spielender Cheftrainer von Rottenbach. Zur Saison 2017/18 übernahm Heinle den viertklassigen SV Grieskirchen als Spielertrainer.
Nach drei Spielzeiten als Grieskirchen-Trainer wechselte er zur Saison 2020/21 zur SV Ried, bei der er Trainer der Amateure wurde. Zuvor war er bereits beruflich im Sponsoring der Rieder tätig. Im Jänner 2021 wurde er zusätzlich zu seiner Tätigkeit bei der Regionalligamannschaft Co-Trainer von Miron Muslić bei den Profis von Ried. Nach dem Rücktritt von Muslić blieb Heinle auch unter dem Nachfolger Andreas Heraf als Co-Trainer erhalten. Bei den Amateuren wurde er nach der Saison 2020/21 von Stefan Offenzeller abgelöst. Ende September 2021 ging Heraf aufgrund von Kehlkopfproblemen in Krankenstand, woraufhin Heinle ihn bis zu seiner Rückkehr vertreten sollte. Nach sechs Spielen unter der Führung Heinles gaben die Oberösterreicher im November 2021 allerdings bekannt, sich von Heraf getrennt zu haben, woraufhin Heinle als Interimstrainer bestätigt wurde. Nach vier Partien als eigenständiger Interimstrainer wurde Heinle in der Winterpause von Robert Ibertsberger abgelöst und rückte wieder auf seine angestammte Position zurück, für ein dauerhaftes Engagement als Chefcoach hätte ihm ohnehin die nötige Pro-Lizenz gefehlt.
Im April 2022 trennte sich Ried von Ibertsberger, woraufhin Heinle, der mittlerweile in den Pro-Lizenz-Kurs aufgenommen worden war und somit Bundesligisten trainieren darf, fest zum Cheftrainer befördert wurde. Bis Saisonende führte er die Rieder als Zehnten zum Klassenerhalt. In der Saison 2022/23 war der Klub aber erneut tief im Abstiegskampf und nach 19 Runden Letzter, woraufhin Heinle im März 2023 durch Maximilian Senft ersetzt wurde.
Zur Saison 2023/24 übernahm er anschließend die Leitung des neugeschaffenen NWZ von Regionalligist SPG Wels. Zur Saison 2025/26 übernahm er bei den mittlerweile FC Hertha genannten Welsern den Cheftrainerposten der Zweitliga-Profis. Sein Vorgänger Reinhard Furthner trat nach dem Zweitligaaufstieg der Hertha nach der Saison 2024/25 zurück.